# ユニバーサルディスクフォーマット
Universal Disk Format （ユニバーサルディスクフォーマット、UDF）は光ディスク用のファイルシステムである。UDFはISO 9660に代わるファイルシステムとしてOSTAと30以上のメーカーによって約6年の歳月を費やして策定された。実装はISO/IECとEcma InternationalによってそれぞれISO/IEC 13346 と ECMA-167として規格化されている。JISにおいてはJIS X 0611として規格化されている。

## 特徴
- プラットフォーム非依存となるよう設計されている[注釈 1]
- 512バイト単位での書き込みと読み込み
- 記録された情報の一部が破損しても、破損していない部分を読み出せる
- CD(CD-R)時代の方式のようにセッションを閉じたりする必要のない、パケットライト方式に対応

## リビジョン
UDF 1.02
1996年8月30日改訂。DVD-ROMやDVD-R、DVD-RW、DVD+R、DVD+RWのそれぞれのDVD-Video（Video モード）に適用されている。
UDF 1.50
1997年2月4日改訂。DVD-RAMの標準フォーマット。Virtual Allocation Table、スペアリングテーブルをサポート。パケットライトを採用しCD-RW、DVD+RW、DVD+Rでも利用可能。
UDF 2.00
1998年4月3日改訂。DVD-R、DVD-RW、DVD-RAMのDVD-VR（VR モード）で採用。データ記録ならびにアナログ放送に対応。
UDF 2.01
2000年3月15日改訂。デジタル放送のストリーム信号記録用を想定して策定されたもの。DVD-ARで採用されている。2.0 のバグも解決している。
UDF 2.50
2003年4月30日改訂。BD-RE（Ver.2.0/2.1/3.0）とBD-ROM（Ver.1.0）とHD DVDで採用。AVCRECに対応。
UDF 2.60
2005年3月1日改訂。BD-Rで採用。従来のLogical OverWrite（LOW、論理書換）に加えてPseudo OverWrite（POW、擬似書換）をサポート。

## UDF Bridge
UDF + ISO 9660（場合によっては + Rock Ridge, Joliet, HFS+）の2（ - 5）重構造。UDFに対応していないOSでもISO 9660部分を読み出すことができるが、両ファイルシステムの制限の厳しい方を受けるために、単一ファイルの最大サイズはISO 9660の制限と同じ約 4 GiB（正確には232−1bytes）となる。

## オペレーティングシステムのサポート
| OS                                                 | UDF リビジョン | UDF リビジョン | UDF リビジョン | UDF リビジョン | UDF リビジョン | UDF リビジョン |
| OS                                                 | 1.02           | 1.5            | 2.0x           | 2.50           | 2.60           |                |
| -------------------------------------------------- | -------------- | -------------- | -------------- | -------------- | -------------- | -------------- |
| eComStation                                        |                |                | RW             |                |                |                |
| FreeBSD 5.0以降                                    | R              | R              |                |                |                |                |
| Linux 2.4.x                                        | R              | R              |                |                |                |                |
| Linux 2.6.x                                        | RW             | RW             | RW             | R              |                |                |
| Mac OS 8、9                                        | RW             | RW             |                |                |                |                |
| Mac OS X 10.4                                      | R              | R              |                |                |                |                |
| Mac OS X 10.5                                      | RW             | RW             | RW             | RW             |                |                |
| Mac OS X 10.6、10.7、10.8、10.9、10.10             | RW             | RW             | RW             | RW             | RW             |                |
| NetBSD 4.x                                         | R              | R              | R              | R              | R              |                |
| NetBSD 5.0以降                                     | RW             | RW             | RW             | RW             | RW             |                |
| Solaris 8、9、10                                   | RW             | RW             |                |                |                |                |
| - Windows 98 - Windows Me                          | R              |                |                |                |                |                |
| Windows 2000                                       | R              | R              |                |                |                |                |
| - Windows XP - Windows Server 2003                 | R              | R              | R              |                |                |                |
| - Windows Vista - Windows Server 2008              | RW             | RW             | RW             | RW             | R              |                |
| - Windows 7 - Windows 8 - Windows 8.1 - Windows 10 | RW             | RW             | RW             | RW             | RW             |                |